# Crepidium wenzelii
Crepidium wenzelii är en orkidéart som först beskrevs av Oakes Ames, och fick sitt nu gällande namn av Dariusz Lucjan Szlachetko. Crepidium wenzelii ingår i släktet Crepidium, och familjen orkidéer. Inga underarter finns listade i Catalogue of Life.